# ولسوالی رستاق
رُستاق یکی از ولسوالی‌های ولایت تخار در شمال خاوری افغانستان است با جمعیت نزدیک به ۲۵۰،۰۱۱ نفر میباشد. ولسوالی رُستاق و دومین شهر عمدهٔ ولایت تخار می‌باشد.
این شهر در درهٔ کم‌آبی در شمال کوهستان‌های کم‌ارتفاع (۱۳۰۰متر) قرار دارد و تقریباً ۴ کیلومتر درازا و یک کیلومتر پهنا داشته و جمعیتی نزدیک به ۷۰۰۰ دارد که ۲۰٪ آنان کشاورزند.
بازار این شهر در نیمهٔ اول سدهٔ نوزدهم از بازارهای معروف شمال افغانستان بوده و اکنون در مسیر جادهٔ اصلی هند و بخارا قرار دارد.
ولسوالی رستاق از طرف شمال با ولسوالی چاه‌آب، و شمال شرق با ولسوالی رستاق، ینگی‌قلعه، از طرف غرب با ولسوالی خواجه‌غار، از طرف جنوب شرق با ولسوالی کشم بدخشان و از طرف شرق با فیض‌آباد و مرکز بدخشان و ولسوالی شهر بزرگ ولایت بدخشان همسایه است.

## روستاها
ولسوالی رستاق دارای 183 روستا می‌باشد که بزرگترین آنها آقجر.گرگان، پیستیکه بزرگ. پیستیکه کوچیک و دانی کیوان،شاه حسن،کنده،سر رستاق.تولکی، بیشکند، سیاب ،هزارسموچ، باغحصار, قدق....می باشد.